# Acianthera esmeraldae
Acianthera esmeraldae é  uma espécie de orquídea (Orchidaceae) que existe no Equador.

## Publicação e sinônimos
- Acianthera esmeraldae (Luer & Hirtz) Luer, Monogr. Syst. Bot. Missouri Bot. Gard. 95: 253 (2004).

Sinônimos homotípicos:
- Pleurothallis esmeraldae Luer & Hirtz, Lindleyana 11: 158 (1996).